# Sociologie de la culture

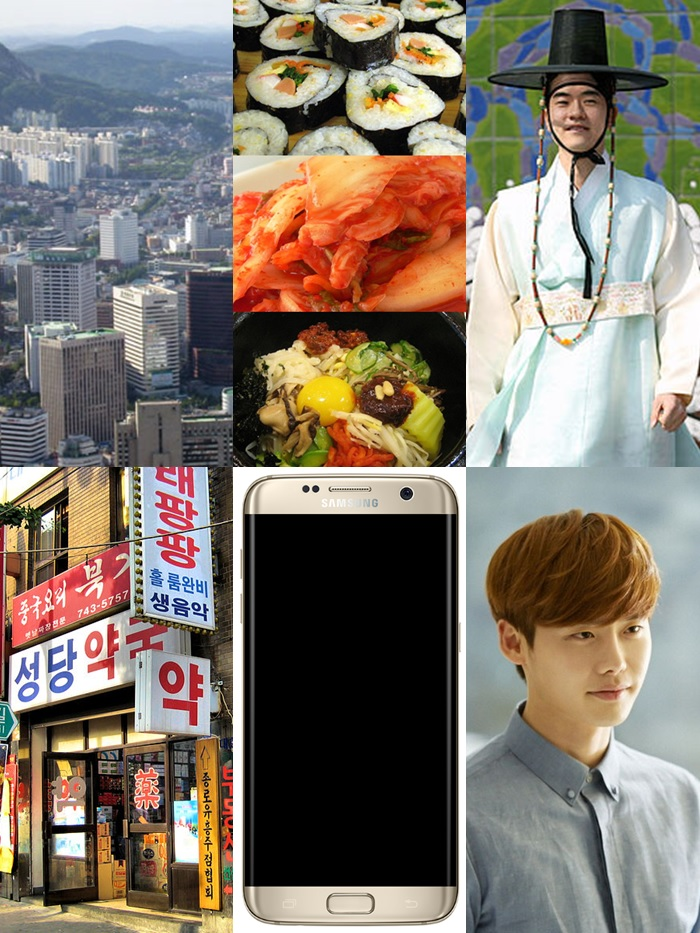
Divers aspects sociaux de la culture coréenne.

La sociologie de la culture a pour objet la culture, c'est-à-dire les éléments sociaux (arts, langues, normes, coutumes, lois, habitudes, connaissances et valeurs, croyances, les institutions, etc) partagés au sein de groupes sociaux et qui permettent de les caractériser.
Il ne faut pas la confondre avec la « sociologie culturelle » qui elle fait plutôt référence à une théorie qu'à une branche de la sociologie.

## Définition
La sociologie de la culture est une sous-discipline de la sociologie étudiant la culture, comprise comme « l'ensemble des traits distinctifs, spirituels, matériels, intellectuels et affectifs, qui caractérisent une société ou un groupe social ». Pour Edward Tylor, qui établit une définition canonique de la culture, celle-ci est un « ensemble complexe qui englobe les connaissances, les croyances, les arts, la morale, les lois, les coutumes, et tout autre capacité et habitude acquise par l’Homme en tant que membre d’une société,. »  En sociologie, la culture est analysée comme les manières de penser, de décrire et d'agir propres à une société, ainsi que les objets matériels et immatériels qui, ensemble, forme le mode de vie d'un groupe de personnes.
Une branche de la sociologie de la culture est la sociologie des pratiques culturelles, qui étudie spécifiquement les attitudes concrètes des individus par rapport aux biens culturels (musée, cinéma, etc.).
Il ne faut pas confondre « sociologie de la culture » et « sociologie culturelle ». Les termes sont proches, néanmoins différents,,. La sociologie de la culture est un concept plus ancien et caractérisant une branche de la sociologie, c'est-à-dire un domaine particulier d'étude sociologique, en l'occurrence la culture. À l'inverse, la sociologie culturelle est davantage une théorie sociologique, dans le sens où elle a vocation à expliquer l'ensemble des phénomènes sociaux. Ainsi, la sociologie de la culture cherche à expliquer des phénomènes culturels à partir de théories sociologiques, quand la sociologie culturelle voit dans la culture une explication des phénomènes sociaux en général.